# Deutsch-Slowakisches Schutzzonenstatut
Das Deutsch-Slowakische Schutzzonenstatut war ein völkerrechtlicher Vertrag zwischen dem Deutschen Reich und dem slowakischen Staat über die Errichtung einer sogenannten Schutzzone in der Westslowakei, in welcher die deutsche Wehrmacht die alleinigen militärischen Hoheitsrechte ausüben sollte.

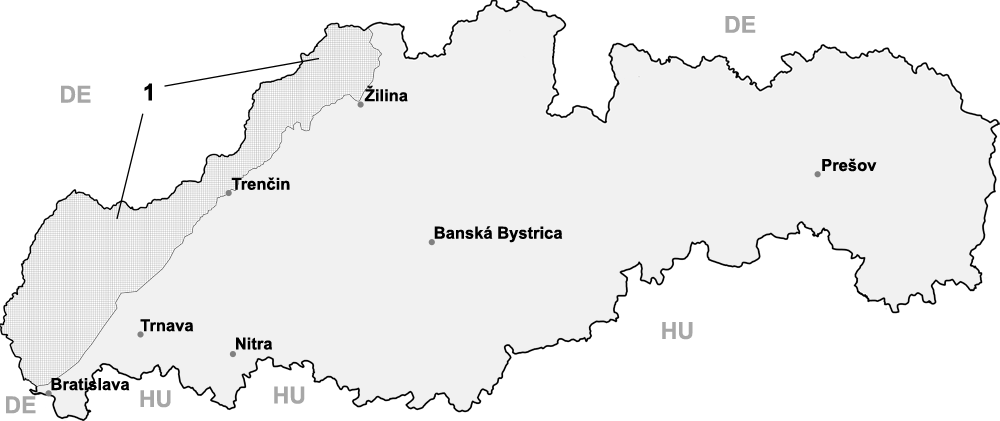
Die Slowakei 1940 mit markierter Schutzzone

Der Vertrag wurde am 28. August 1939 in der slowakischen Hauptstadt Bratislava geschlossen. Der Vertrag sah innerhalb der Schutzzone die Errichtung deutscher Militäranlagen vor.
Ursprünglich sollte der Inhalt des Schutzzonenstatutes Teil des am 23. März 1939 abgeschlossenen Deutsch-Slowakischen Schutzvertrages sein. Im Schutzvertrag wurden jedoch die Kapitel Deutsch-Slowakisches Schutzzonenstatut (Umfang der Schutzzone, militärfachliche Fragen etc.) und Deutsch-Slowakischer Wehrwirtschaftsvertrag (WWV) ausgespart. Es wurde vereinbart, beide Kapitel in später auszuhandelnden Einzelverträgen detailliert zu regeln. Das Deutsch-Slowakische Schutzzonenstatut stellt einen dieser Einzelverträge dar.
Die Verhandlungen zum Schutzzonenstatut verzögerten sich zeitlich insbesondere aufgrund unterschiedlicher Vorstellungen über den slowakischen Anteil des auf dem Boden der Slowakei zum Zeitpunkt der Auflösung des tschechoslowakischen Staates lagernden Rüstungsgutes der ehemaligen tschechoslowakischen Streitkräfte. Des Weiteren war auch der Umfang der neuen slowakischen Streitkräfte Gegenstand starker Kontroversen. Erst durch ein deutliches Nachgeben Adolf Hitlers gegenüber dem slowakischen Ministerpräsidenten Jozef Tiso in dieser Frage kam der Vertrag im August 1939 zustande.

## Folgen
Als Folge des Vertrages wurden u. a. mehrere deutsche Garnisonen und ein großer Truppenübungsplatz (Truppenübungsplatz Kleine Karpathen, heute Truppenübungsplatz Záhorie im Föhrenwald bei Malacky) in der westslowakischen Schutzzone eingerichtet.